# Principales
Principales (lat. von princeps, dt. erster in einer Reihenfolge) waren in der Römischen Legion die niederen Offiziere bzw. Unteroffiziere. In einer Legion gab es etwa 480 Männer, die zu den principales gezählt wurden, wobei diese Zahl schwanken konnte. Grundsätzlich lagen sie im Rang unter einem Centurio und über den immunes (Gefreiten); sie waren vom normalen Dienst (munera) befreit und erfüllten spezielle Aufgaben innerhalb der Legion bzw. Kohorte oder Centurie. Dafür erhielten sie den anderthalbfachen bis doppelten Sold eines einfachen Legionärs. Ein geringer Teil konnte aus dem principalis-Rang zum Centurio aufsteigen, für den Großteil endete die Karriere hier.
Die einzelnen Ränge der principales richteten sich nach ihren Aufgaben:
- Aquilifer: der ranghöchste Feldzeichenträger der Legion, im Rang direkt nach dem Centurio, meist ein Ehrenposten.
- Cornicularius: Leiter der Schreibstube, der Verwaltung oder des Archivs der Legion.
- Signifer: Feldzeichenträger der Centurie.
- Optio: Der Optio centuriae war Stellvertreter des Centurio; weitere optiones hatten andere Aufgaben.
- Beneficarius: Sekretär eines Legaten oder Tribunen; außerhalb der Legion „Straßenpolizist“.
- Tesserarius: „Paroleträger“, eine Art Feldwebel und Leiter der Wachstube.

Die principales von Aquilifer bis zum Optio erhielten den doppelten Sold und wären nach heutigen Verständnis eher als Offiziere zu bezeichnen, die beiden letzten bekamen anderthalbfachen Sold und wären eher als Unteroffiziere anzusehen. Die römische Legion unterschied nur anhand des Aufgabenbereichs und des Ansehens und differenzierte nicht weiter in Offiziers- und Unteroffiziersrang.